# ابراهیم داروغه‌زاده
ابراهیم داروغه‌زاده (زادهٔ ۱۳۴۹ در تهران) پزشک و سینماگر ایرانی است. او دبیری سه دورهٔ جشنوارهٔ فیلم فجر را از سال ۱۳۹۶ تا ۱۳۹۸ بر عهده داشته‌است.

## سمت‌ها
داروغه‌زاده مدتی مدیرعامل مؤسسه رسانه‌های تصویری و مدتی نیز مدیرعامل مؤسسهٔ تصویر شهر بود. از دیگر سوابق مدیریتیِ او می‌توان به ریاست پخش شبکه چهار سیما و مدیریت گروه اجتماعی شبکه اول سیما اشاره کرد.
داروغه‌زاده از خرداد ۱۳۹۶ تا تیر ۱۳۹۸ معاون ارزشیابی و نظارت سازمان سینمایی بود.